# Tòa nhà New York Times
Tòa nhà New York Times là một nhà chọc trời ở phía tây của Midtown Manhattan, Thành phố New York, Mỹ. Tòa nhà này hoàn thành năm 2007. Đơn vị thuê chính là Công ty New York Times, chủ xuất bản The New York Times, The Boston Globe, International Herald Tribune và các báo khác. Công ty xây dựng là liên danh Times Company, Forest City Ratner. Tòa nhà này có chiều cao 319 m với 52 tầng. Đến đầu năm 2008, đây là tòa nhà cao thứ 26 thế giới.